# Westduinpark & Wapendal
Westduinpark & Wapendal 
is een Nederlands Natura 2000-gebied. 
Dit gebied bestaat uit de deelgebieden Westduinpark, Bosjes van Poot en Wapendal binnen de gemeente Den Haag.

Het is een duingebied tussen het Noordzeestrand en de wijken Duindorp, Segbroek en Kijkduin in Den Haag.